# 吕建成
吕建成（1956年3月—），河南漯河人。1971年加入中国人民解放军。中共中央党校经济管理系毕业。第十届全国人大代表，中共十七大代表，十八届中央纪委委员。中国人民解放军中将军衔。
1994年，任中国人民武装警察部队重庆市总队政治委员。2005年，任武警黄金部队政治委员。2009年，任济南军区副政委兼纪委书记。2015年12月，任新成立的战略支援部队副政治委员。2016年9月，兼任战略支援部队纪委书记。
2000年，晋升为武警少将警衔。2009年，改授少将军衔。2010年7月，晋升为中将军衔。

## 言论
在当人大代表期间，吕建成曾建议改革中国征兵制，规定大学毕业生必须服一年兵役，以改变中国低学历的兵源结构特点。